# Người Mỹ Latinh
Người Mỹ Latinh (tiếng Anh: Latin Americans, tiếng Tây Ban Nha: latinoamericanos, tiếng Pháp: latino-américains) là công dân của các nước Mỹ Latinh và lãnh thổ phụ thuộc. Các quốc gia Mỹ Latinh là các quốc gia đa sắc tộc, vì những người thuộc các dân tộc và quốc gia khác nhau sống trong đó. Kết quả là, một số người Mỹ Latinh không lấy quốc tịch của họ làm dân tộc, nhưng đồng nhất với quốc tịch và nguồn gốc tổ tiên của họ. Một ví dụ điển hình cho điều này là Brasil, bởi vì dân số không tự coi mình là "Latinh" mà chỉ đơn giản là người Brasil. Ngoài dân số bản địa châu Mỹ (còn được gọi là người Mỹ bản địa), sự phát triển sai lầm lớn của các dân tộc Mỹ Latinh bắt nguồn từ năm thế kỷ trước, kết quả của quá trình thực dân hóa và sóng di cư.
Châu Mỹ Latinh có cộng đồng người Tây Ban Nha, Bồ Đào Nha, Phi, Ý, Liban, Ả Rập và Nhật Bản là những cộng đồng sắc tộc lớn nhất trên thế giới. Khu vực này cũng có một lượng lớn người Đức (lớn thứ hai sau Hoa Kỳ), Pháp, Trung Quốc và Do Thái. Ở mức độ thấp hơn, có Thụy Sĩ, Thụy Điển, Triều Tiên, Ấn Độ, Thổ Nhĩ Kỳ, Hy Lạp, Palestine, Israel, Phần Lan và Iceland.
Thành phần sắc tộc hoặc chủng loại của mỗi quốc gia khác nhau: nhiều người có ưu thế về dân số phát triển sai; ở những người khác, người Mỹ bản địa chiếm đa số; ở một số quốc gia có nhiều người gốc châu Âu và ở các quốc gia khác có dân số mulatto chiếm ưu thế. Brasil là một đặc biệt trường hợp vì cư dân của nó có một mức độ pha trộn của các dân tộc bản địa, châu Phi, châu Âu và châu Á, một số vùng có ưu thế của sự gây giống lai đúng hơn những người khác, và một số với các mức độ tương tự trộn cho ba nhóm.